# Котов, Юрий Владимирович
Юрий Владимирович Котов род. 24 ноября 1987, Москва — российский игрок в пляжный футбол; тренер.

## Биография
Воспитанник ПФК ЦСКА, в котором провел один матч в турнире дублеров. В большом футболе играл также за любительские клубы «Истра» и «Маккаби» Москва, после чего перешёл в пляжный футбол.
Четырёхкратный чемпион Москвы, вице-чемпион России 2010 с составе команды «Строгино», чемпион Межконтинетального кубка 2012 в составе сборной России, бронзовый призёр чемпионата Европы.
В составе клуба «Спартак» становился серебряным призёром чемпионата России (2019 и 2020), выигрывал серебро Мундиалито (2020), серебро Кубка России (2019) и трижды бронзу (2020, 2021 и 2022). 